# Кадир, Камал
Камал Кадир (англ. Kamal S. Quadir) — американский и бангладешский серийный предприниматель, менеджер и художник; наиболее известен как сооснователь и руководитель компаний CellBazaar (электронная торговая площадка; в 2010 году приобретена Telenor; сейчас ekhanei.com) и bKash Limited (мобильный банкинг).
Обе компании стали лидерами странового рынка.
Камал основатель организации «молодых мыслителей» Open World Initiatives (Лозанна, Швейцария), почётный член (англ. First Mover Fellow) Института Аспена, TED и назван Молодым глобальным лидером (англ. Young Global Leader на Всемирном экономическом форуме.
Художественные работы Камала хранятся в постоянных коллекциях Бангладешского национального музея и Музея освободительной войны.

## Биография

### Ранние годы
Камал Кадир получил степень бакалавра в колледже Оберлина (1996) и степень MBA в Школе менеджмента Слоуна при Массачусетском технологическом институте.
Кадар стажировался в Insight Venture Partners, возглавлял отдел по развитию бизнеса в Бангладеш в Occidental Petroleum и работал в Торгово-промышленной палате штата Нью-Йорк.
Он также был соучредителем и креативным директором мультипликационной компании GlobeKids Inc.

### CellBazaar
В 2006 году Камал Кадир создал в Бангладеш электронную площадку CellBazaar, которая первоначально была подразделением компании брата Grameenphone.
Традиционный набор подобных сервисов, позволяющий покупать и продавать товары напрямую быстро завоевала популярность в стране и стала её лидером.
Особенностью платформы являлась в первую очередь её мобильная направленность — все действия можно было производить с помощью SMS, WAP или веб.
Успех проекта был замечен глобальными игроками рынка и отмечен рядом премий.
В 2010 году CellBazaar была приобретена Telenor, а в 2014 году в её капитал вошёл крупнейший скандинавский конгломерат Schibsted, который провёл ребрендинг, переименовав компанию в ekhanei.com.
Компанию считают создателем электронного рынка в Бангладеш.

### bKash
В 2010 году братья Камал и Икбал Кадиры основали свой новый проект — bKash Limited.
Их новый проект решал проблему доступности банковских услуг для большинства населения Бангладеш.
В июле 2011 года компания вышла на рынок Бангладеш.
В то время около 70 % жителей страны не имели доступа к инстуциональному банкингу и были лишены возможности осуществлять элементарные финансовые операции — безналичные переводы, осуществление сбережений и получения займов. При этом, во многом благодаря предыдущей деятельности братьев (см. Grameenphone, CellBazaar), более 68 % жителей имели мобильные телефоны и использовали их для различных, в том числе и бизнес-операций, например, для мобильной торговли. bKash был задуман в качестве платформы, позволяющей с помощью мобильных устройств реализовывать банковские услуги.
С тех пор bKash решает эту цель став лидером отрасли мобильных платежей в Бангладеш, и уступает в мире лишь кенийской M-PESA.

## Награды и премии
В 2008 году Камал Кадир получил премию за лучшее использования мобильных технологий для социального и экономического развития (англ. Best Use of Mobile for Social and Economic Development Award) от GSM Congress.
В том же году отмечен премией Инновация года от Asia Telecom.
Тогда же назван отмечен премией Manthan Award как англ. Best E-Content for Development.
В 2009 году он назван Молодым глобальным лидером (англ. Young Global Leader на Всемирном экономическом форуме.
В 2015 году Фонд Шваба назван Камала Кадира социальным предпринимателем года за созданную им bKash Limited.

## Личная жизнь
Брат Камала Икбал Кадир также является серийным предпринимателем, и начав раньше, во многом поспособствовал успеху его начинаний.